# Népal aux Jeux olympiques d'été de 2008
Le Népal participe aux Jeux olympiques d'été de 2008 à Pékin.

## Athlètes engagés

### Athlétisme
- Ajun Basnet
- Kamala Thapa

#### Femmes
| Épreuve    | Athlète            | Séries   | Séries | Quarts de finale | Quarts de finale | Demi-finales | Demi-finales | Finale   | Finale |
| Épreuve    | Athlète            | Résultat | Rang   | Résultat         | Rang             | Résultat     | Rang         | Résultat | Rang   |
| ---------- | ------------------ | -------- | ------ | ---------------- | ---------------- | ------------ | ------------ | -------- | ------ |
| 100 mètres | Chandra Kala Thapa | 13.15    | 9e     | -                | -                | -            | -            | -        | -      |

### Judo
- Debu Thapa

### Natation
- Karishma Karki
- Prasiddha Jung Shah

### Taekwondo
- Deepak Bista

### Tir
- Maya Kyapchaki